# 勉县武侯祠
勉县武侯祠是位於中國陝西省漢中市勉县的一座武侯祠。建安二十二年（217年）至二十四年（219年），蜀漢與曹魏在這裡展開了著名的漢中之戰，此次戰爭以黃忠陣斬夏侯淵、劉備奪取漢中並進位為王結束。諸葛亮在此次戰役中發揮了重要的後勤協調作用。
蜀漢建興六年（228年）至十二年（234年），蜀漢丞相諸葛亮以漢中為基地，五次北伐。他在渭水南岸的五丈原病逝前要求把自己埋葬在勉縣的定軍山，並吩咐他下葬時只需要挖洞一個，棺木能夠放進去便足夠，自己則穿著平常的服裝即可，不須要其他配葬物。歷史記載，諸葛亮死後，蜀國各地的百姓紛紛為之祭祀，城市郊野，數十載不絕。景耀六年（263年）春，即诸葛亮死后29年，蜀汉后主刘禅下诏立祠。这是唯一的“官祠”，也是最早的武侯祠。当时因“建之京师，又逼宗庙”，故选祠址于定军山下的武侯坪，祠靠近墓所。景耀六年（263年）秋，魏鎮西將軍鐘會舉兵伐蜀，到達漢中時，祭祀了勉县武侯祠，並禁止軍士在諸葛亮墓旁畜牧樵採。現存的勉县武侯祠為明清建築，位於武侯墓附近，是國家AAAA級景區。2013年3月5日公布为第七批全国重点文物保护单位。
祠堂上有冯玉祥於1928年題詞：
成大事以小心，一生谨慎；仰风流于遗迹，万古清高。
也有題詞：
未定中层此魄何甘归故土，永怀西蜀饮恨遗命葬定山。

## 外部連結
- 三國遺址探訪：陝南武侯祠 （页面存档备份，存于）
- 勉县武侯祠博物館官網 （页面存档备份，存于）